# Röthensteinalm
Die Röthensteinalm ist eine Alm in den Bayerischen Voralpen. Sie liegt im Gemeindegebiet von Rottach-Egern.
Das Almgebiet erstreckt sich über eine langgezogene Wiese unterhalb des Rauhenbergs bis zum Almkessel der Röthensteiner Seen unterhalb des Grates Grubereck-Risserkogel. Die Alm war bereits auf der Uraufnahme namentlich erwähnt.
Die Alm wird am einfachsten über einen Fahrweg von der Valepp aus erreicht.